# Международная ассоциация бокса
Международная ассоциация бокса (англ. International Boxing Association), сокращённо ИБА (IBA) — ассоциация национальных боксёрских федераций, созданная 24 августа 1920 года.
До приостановления признания Международным олимпийским комитетом (МОК) в 2019 году являлась руководящим органом любительского бокса. В 2023 году МОК лишил организацию признания из-за коррупции и проблем с управлением и финансированием.

## История
АИБА была создана 24 августа 1920 года как Международная федерация боксеров-любителей (FIBA) во время олимпийских игр в Антверпене.
В 1946 году ФИБА была распущена. Любительская боксёрская ассоциация Англии совместно с Федерацией бокса Франции создали Международную ассоциацию любительского бокса (AIBA). Президентом ассоциации был избран Эмиль Гремо.
В 2010 году была создана лига полупрофессионального бокса WSB.
В декабре 2017 года МОК выразил озабоченность по поводу управления AIBA под руководством Ву Чинг Куо. В последующем он был пожизненно отстранён организацией от работы.
В 2019 году МОК проголосовал за запрет деятельности организации AIBA, лишив возможности участвовать в Олимпийских играх.
12 декабря 2020 года президентом Международной ассоциации бокса был избран Умар Назарович Кремлёв, который набрал 57,33 % голосов. В этом же году в AIBA был начат процесс реформирования. Были созданы пять новых комитетов: комитет тренеров, комитет чемпионов и ветеранов, комитет по соревнованиям, комитет женщин, медицинский и антидопинговый комитет. В процессе реформ АИБА увеличила количество весовых категорий в любительском боксе у мужчин и женщин до 13 и 12 соответственно. Были установлены призовые на чемпионате мира в размере 100 тысяч долларов за золото, 50 тысяч долларов за серебро и 25 тысяч долларов за бронзу. Также была внедрена программа финансовой помощи национальным федерациям.
13 декабря 2020 года АИБА приняла новую конституцию.
В 2021 году генеральным секретарём АИБА был назначен Иштван Ковач. Также в этом году профессор Ульрих Хаас возглавил независимую группу по реформе управления AIBA.
7 апреля 2021 года АИБА заключила договор о сотрудничестве с компанией «Газпром», в результате которого российская компания получила статус генерального партнёра организации.
28 мая 2021 года АИБА подписала соглашение с международным советом по военному спорту CISM. В том же году организация подписала соглашение с международным агентством допинг-тестирования ITA.
По заказу АИБА с целью выявления фактов манипулирования результатами боёв на Олимпийских играх 2016 года в Рио-де-Жанейро был назначен канадский юрист Ричард Макларен, который провёл расследование.
В 2021 году АИБА погасила все задолженности, в том числе долг в размере 10 млн долларов перед азербайджанской компанией Benkons LLC.
5 октября 2022 года совет директоров АИБА отменил запрет допуска боксёров из России и Белоруссии к соревнованиям под эгидой ассоциации. И россияне, и белорусы смогут выступать на турнирах под флагами своих стран. На состязаниях смогут присутствовать представители национальных команд. В заявлении ассоциации говорится, что политика не должна иметь никакого влияния на спорт: «Следовательно, всем спортсменам должны быть предоставлены равные условия».
В 2023 году МОК лишил IBA признания, в 2024 году олимпийский турнир по боксу организовал сам МОК. Включение бокса в программу Олимпийских игр 2028 года остаётся под вопросом. МОК настаивает, чтобы национальные федерации создали новую международную федерацию, которая бы отвечала требованиям МОК.

## Состав ассоциации
В состав ассоциации входят 203 национальные федерации бокса с шести континентов, а также пять континентальных конфедераций — AFBC, AMBC, ASBC, EUBC, OCBC.

## Президенты
- Эмиль Гремо (Франция), 1946—1959
- подполковник Редьярд Расселл (Великобритания), 1962—1978
- полковник Дон Халл (США), 1978—1986
- Анвар Чаудри (Пакистан), 1986—2006
- Канер Доганели (Турция), 2006, и. о.
- У Чинг-Куо (Тайвань), 2006—2017
- Гафур-Арсланбек Рахимов (Узбекистан), 2017—2019
- Мохамед Мустасан (Марокко), 2019—2020., и. о.
- Умар Назарович Кремлёв, 2020 — н. в.